# Russ Meyer
Russell Albion Meyer (21 de març de 1922 - 18 de setembre de 2004) va ser un director, productor, guionista, cinematògraf i editor de cinema nord-americà. És conegut principalment per escriure i dirigir una sèrie de pel·lícules d'explotació d'èxit que presentaven humor campy, sàtira astuta i dones de pits grans, com ara Faster, Pussycat! Kill! Kill!. Meyer sovint considera Beyond the Valley of the Dolls (1970) com la seva obra definitiva (vegeu més avall).

## Primers anys
Russ Meyer va néixer a San Leandro (Califòrnia), fill de Lydia Lucinda (Hauck) i William Arthur Meyer, un oficial de policia d'Oakland. Els pares de Meyer es van divorciar poc després que ell va néixer, i Meyer no va tenir pràcticament cap contacte amb el seu pare durant la seva vida. Quan tenia 14 anys, la seva mare va empenyorar el seu anell de noces per tal de comprar-li una càmera de pel·lícula de 8 mm. Va fer una sèrie de pel·lícules amateurs als 15 anys, i va servir durant la Segona Guerra Mundial com a cameraman de combat de l'exèrcit dels Estats Units per a la 166th Signal Photo Company, aconseguint finalment el grau de sargent d'estat major.
A l'exèrcit, Meyer va forjar les seves amistats més fortes, i més tard demanaria a molts dels seus companys de càmera de combat que treballessin en les seves pel·lícules. Gran part del treball de Meyer durant la Segona Guerra Mundial es pot veure les notícies i a la pel·lícula Patton (1970).
Al seu retorn a la vida civil, no va poder assegurar-se el treball de cinematografia a Hollywood a causa de la manca de connexions amb la indústria. Va fer pel·lícules industrials, va treballar com a fotògraf independent per a pel·lícules principals (inclods Gegant), i es va convertir en un conegut fotògraf glamour el treball del qual va incloure algunes de les fotografies inicials per a la revista Playboy de Hugh Hefner. Meyer va començar a rodar tres centerfolds de Playboy durant els primers anys de la revista, inclosa una de la seva aleshores esposa Eve Meyer el 1955. També va rodar una imatge de l'aleshores esposa Edy Williams el març de 1973.

## Carrera cinematogràfica

### Primeres pel·lícules
Meyer va ser el director de fotografia de la pel·lícula de Pete DeCenzie de 1950 French Peep Show, i de la producció de Samuel Newman de 1954, The Desperate Women, entre les poques pel·lícules de Hollywood que mostraven una dona morint per un avortament il·legal a l'Amèrica pre-Roe v. Wade, la versió original de les quals es creu que s'ha perdut.

### The Immoral Mr. Teasi "nudie cuties"
El seu primer llargmetratge, la comèdia entremaliada The Immoral Mr. Teas (1959), va costar 24.000 dòlars de produir i finalment va recaptar més d'1 milió de dòlars al circuit independent/explotació, i va situar a Meyer com "El rei dels nus". Es considera un dels primers "nudie cuties".
Russ Meyer va ser un autèntic auteur que va escriure, dirigir, editar, fotografiar i distribuir totes les seves pròpies pel·lícules. Va poder finançar cada nova pel·lícula amb els beneficis de les anteriors i es va fer molt ric en el procés.
Meyer va seguir Teas amb alguns curts, This Is My Body (1960) i The Naked Camera, després va fer una segona nudie cutie, Eve and the Handyman (1960). Aquesta va ser protagonitzada per l'esposa de Meyer, Eve i Anthony-James Ryan, tots dos crucials per a la producció de les pel·lícules de Meyer.
Els seus següents treballs van ser Erotica (1961) i Wild Gals of the Naked West (1962). La recepció d'aquest últim va indicar que el mercat de les nudie cuties s'estava assecant, així que Meyer va decidir canviar.
Va fer un documental, Europe in the Raw (1963), i va provar una comèdia, Heavenly Bodies! (1963). Després va dirigir una versió de Fanny Hill (1964) a Europa.

### Lornai el període "gòtic"
Lorna (1964) va marcar el final dels "nus" de Meyer i la seva primera incursió en la realització de pel·lícules serioses.

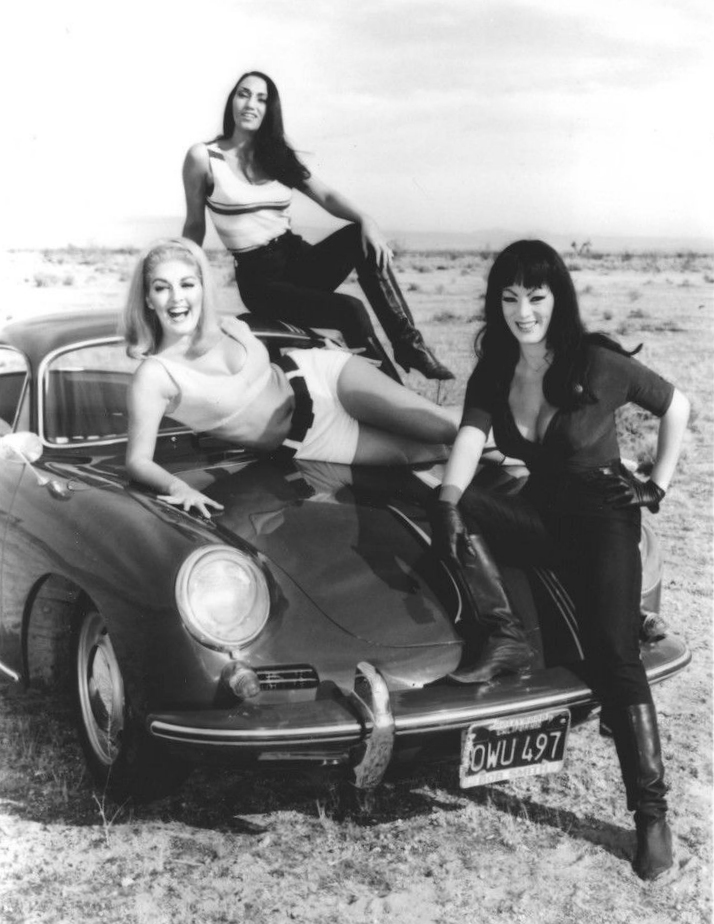
Foto promocional de Faster, Pussycat! Kill! Kill!

Va seguir-ho amb tres altres pel·lícules similars, i l'anomenaria el seu període "gòtic": Mudhoney (1965), Motorpsycho (1965) i Faster, Pussycat! Kill! Kill! (1965).
Lorna va tenir un gran èxit comercial, guanyant gairebé un milió de dòlars. Mudhoney va ser més ambiciosa, basat en una novel·la, i no va funcionar tan bé. Motorpsycho, sobre tres homes que aterroritzen el camp, va ser un gran èxit, tant que Meyer va decidir fer una pel·lícula sobre tres noies dolentes, Faster Pussycat. Faster, Pussycat! Kill! Kill! va ser comercialment decepcionant, però finalment es va recuperar com un clàssic de culte.

### Melodrames en color inclosaVixen
Meyer va fer el popular mockumentary Mondo Topless (1966) amb les restes dels actius de la seva productora i va fer dos melodrames en color amb un èxit lleu: Common Law Cabin (1967) i Good Morning and... Goodbye! (1967).
Meyer va tornar als titulars l'any 1968 amb la polèmica Vixen!. Tot i que els seus matisos lesbians són domèstics per als estàndards actuals, la pel·lícula, pensada per Meyer i el productor Jim Ryan com a reacció a les provocadores pel·lícules d'art europees, va recaptar milions amb un pressupost de cinc xifres i va capturar el zeitgeist tal com ho va fer The Immoral Mr. Teas una dècada abans.
El va seguir amb Finders Keepers, Lovers Weepers! (1969), i Cherry, Harry & Raquel! (1970), que utilitzava llargs muntatges del paisatge de Califòrnia (ple de veus en off contra la marihuana) i Uschi Digard ballant al desert com l'"ànima perduda" de la pel·lícula. Aquests dispositius argumentals van ser necessaris després que l'actriu principal Linda Ashton abandonés el rodatge abans d'hora, obligant a Meyer a compensar els 20 minuts de metratge no gravat.

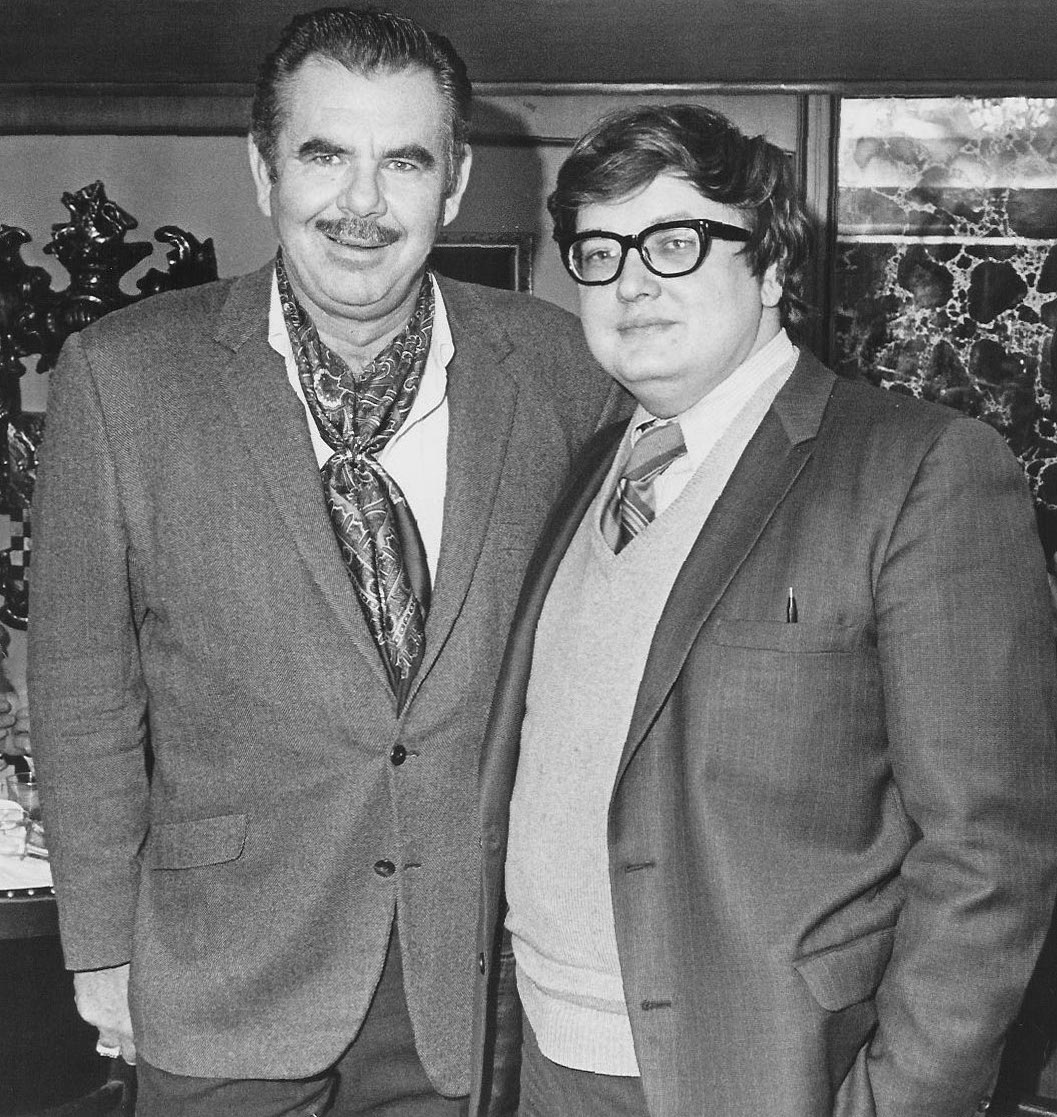
Meyer (esquerra) i Roger Ebert el 1970

### 20th Century Fox:Beyond the Valley of the DollsiThe Seven Minutes
Enmig de l'èxit inesperat del baix pressupost de Columbia Pictures Easy Rider, i impressionats per la frugalitat i la rendibilitat de Meyer, Richard D. Zanuck i David Brown de 20th Century Fox va contractar Meyer per produir i dirigir una proposta de seqüela de Valley of the Dolls el 1969, complint la seva ambició de dirigir per a un important estudi de Hollywood. El que finalment va aparèixer va ser Beyond the Valley of the Dolls (1970), amb guió pel crític de cinema del Chicago Sun-Times i devot de Meyer Roger Ebert. Ebert, que es va convertir en el primer crític de cinema a rebre el Premi Pulitzer de la crítica el 1975, seguiria sent un amic íntim i col·laborador artístic clau durant la resta de la vida de Meyer.
La pel·lícula no té cap relació amb la continuïtat de la novel·la o l'adaptació cinematogràfica, un desenvolupament necessari quan Jacqueline Susann va demandar l'estudi després que diversos esborranys del seu guió fossin rebutjats. Molts crítics perceben la pel·lícula com potser la màxima expressió del seu surrealisme intencionadament insípid, i Meyer va arribar a referir-se a ella com la seva obra definitiva en diverses entrevistes. Altres, com ara Variety, ho van veure "tan divertit com un orfenat en flames i una delícia per als retardats emocionals". Estipulat contractualment per produir una pel·lícula amb classificació R, el clímax brutalment violent (que representa una decapitació) va assegurar una classificació X (finalment es va reclassificar a NC-17 el 1990). Malgrat les queixes del director després que va intentar retallar la pel·lícula per incloure escenes més sexualment excitants després de la debacle de les qualificacions, encara va guanyar 9 milions de dòlars als Estats Units amb un pressupost de 900.000 dòlars.
Els executius de Fox estaven encantats amb l'èxit de taquilla de Dolls i van signar un contracte amb Meyer per fer tres pel·lícules més: The Seven Minutes, d'un potboiler d'Irving Wallace; Everything in the Garden d'una obra de teatre d'Edward Albee; i The Final Steal d'una novel·la de 1966 de Peter George. "Hem descobert que és molt talentós i conscient dels costos", va dir Zanuck. "Pot posar el dit sobre els ingredients comercials d'una pel·lícula i fer-ho molt bé. Creiem que pot fer més que despullar la gent."
Segons el seu nou contracte, Meyer va fer una adaptació fidel de The Seven Minutes (1971). Amb escenes de sala de tribunals loquaces juntament amb poca nuesa, la pel·lícula relativament moderada no va tenir èxit comercial, i la seva obra seria rebutjada per l'estudi durant dècades després que Zanuck i Brown marxessin per formar una productora independent el 1972.

### Retorn a la realització de cinema independent
Richard Zanuck, que va portar Meyer a Fox, s'havia traslladat a Warner Bros i es va parlar que Meyer faria una pel·lícula en aquell estudi. Tanmateix, Meyer mai tornaria a fer una pel·lícula d'estudi. Va tornar al cinema independent d'estil grindhouse el 1973 amb la peça d'època blaxploitation Black Snake, que va ser rebutjada per la crítica i el públic com a incoherent.
Foxy, un vehicle proposat per a Edy Williams, va ser cancel·lat arran de la decisió de la Cort Suprema dels Estats Units Miller v. California el juny de 1973, que va modificar la seva definició d'obscenitat des d'"absolutament sense valor socialment redemptor" fins a allò que no té "valor literari, artístic, polític o científic seriós". El seu matrimoni amb Williams es va desintegrar posteriorment.
"Aquells anys van ser molt confusos per mi", va dir Meyer. "Però en comptes de sortir precipitadament i llançar-me per la finestra, vaig poder psicoanalitzar-me i discernir què era millor per mi. Em vaig mirar a la cara i em vaig adonar que no podia fer-ho tot."
El 1975, va llançar Supervixens, un retorn al món dels grans pits, les mandíbules quadrades i el desert de Sonora que va guanyar 17 milions de dòlars als Estats Units amb un pressupost reduït.
La carrera cinematogràfica de Meyer va acabar amb el llançament de la surrealista Up! (1976) i Beneath the Valley of the Ultra-Vixens de 1979, les seves pel·lícules més gràfiques sexualment. Els historiadors i els aficionats al cinema han anomenat aquestes tres últimes pel·lícules "Bustoons" perquè el seu ús del color i la posada en escena recorda entorns pop art més grans que la vida i personatges dibujos animats.
El 1977, Malcolm McLaren va contractar Meyer per dirigir una pel·lícula protagonitzada per The Sex Pistols. Meyer va lliurar les tasques de guió a Ebert, qui, en col·laboració amb McLaren, va produir un guió titulat Who Killed Bambi? Segons Ebert, el rodatge va acabar després d'un dia i mig quan els electricistes van sortir del plató després que McLaren no els pogués pagar. (McLaren ha afirmat que el projecte va ser descartat a instàncies del principal financer i l'antic empresari de Meyer, 20th Century Fox, el consell d'administració de la qual va considerar la perspectiva d'una producció de Meyer insostenible i incompatible amb els valors familiars insurgents en la cultura popular.) El projecte finalment va evolucionar cap a The Great Rock 'n' Roll Swindle.

### Darrers anys
Malgrat que les pel·lícules de porno dur van superar la quota de mercat de softcore de Meyer, es va retirar del cinema a finals dels 70, com un home molt ric. Va fer un retorn puntual al cinema l'any 2001 per dirigir Russ Meyer's Pandora Peaks, amb la model glamurosa del mateix nom. Al mateix temps, també va participar en Voluptuous Vixens II, una producció softcore feta per a vídeo per Playboy.

## Ús de la sàtira
Russ Meyer també era un expert en burlar-se dels estereotips morals i parodiar flagrantment els valors conservadors estatunidencs. Moltes de les seves pel·lícules compten amb un narrador que intenta donar a l'audiència un "full de ruta moral" del que està veient. Igual que el seu Terry Southern contemporani, Meyer es va adonar que el sexe, com un dels pocs interessos comuns entre la majoria dels humans, era un vehicle natural per satirizar els valors i les convencions de la generació grandiosa. Segons Roger Ebert en un comentari gravat el 2003 per al llançament en DVD de Beyond the Valley of the Dolls, Meyer va reiterar contínuament que aquesta irreverència era el veritable secret de l'èxit de la seva obra artística. èxit.
Meyer també era conegut pel seu enginy ràpid. Mentre participava amb Ebert en una taula rodona a la Universitat Yale, es va enfrontar a una dona enfadada que l'acusava de ser "no més que un home de pit". La seva resposta immediata: "Això n'és només la meitat."

## L'arquetip físic de Meyer
La fixació descarada de Russ Meyer per tota la vida pels pits grans va ser un lloc destacat en totes les seves pel·lícules i és el seu tret de caràcter més conegut tant com a artista com com a persona. Els seus descobriments inclouen Kitten Natividad, Erica Gavin, Lorna Maitland, Tura Satana i Uschi Digard entre molts altres. La majoria d'elles tenien els pits naturalment grans i de tant en tant va llançar dones durant els primers trimestres de l'embaràs, ja que augmentava encara més la mida dels seus pits.
Poques vegades hi havia pits millorats estèticament en cap de les seves pel·lícules fins a Up! (1976) i Beneath the Valley of the Ultra-Vixens (1979). No obstant això, a principis dels anys vuitanta, quan els avenços quirúrgics havien fet realitat els pits enormes de les fantasies de Meyer, molts van sentir que havia començat a veure el cos femení com un "dispositiu de transport de tetes" i que la seva visió estètica ja no era atractiva ni vibrant. Darlene Gray, una 36H-22-33 natural de Gran Bretanya que va aparèixer a Mondo Topless (1966), es diu que és el descobriment més tetonat de Russ Meyer.
L'arquetip físic femení de Russ Meyer és bastant complex de desxifrar. En primer lloc, no s'ha de confondre amb les estrelles del porno de Hollywood millorades quirúrgicament o fins i tot amb les actrius primes i naturalment dotades. Russ Meyer parlava gairebé tant d'un índex cintura/maluc dels anys 50 o "cintura de vespa" com de pits molt grans. El paquet de sis músculs abdominals i l'aspecte quadrat de les figures modernes de Hollywood no coincideixen amb la seva estètica pin-up. En segon lloc, exigia que fins i tot les seves actrius més tetones tinguessin un bon aspecte sense sostenidor; "desafiant la gravetat" i "voladís" es van convertir en dues de les seves expressions preferides.
A les seves pel·lícules com Vixen! i Cherry, Harry & Raquel!, algunes de les actrius no tenen pits grans (segons els estàndards de Russ Meyer), però els seus pits són sempre accentuats amb angles de càmera molt intel·ligents i sostenidors ben construïts. Segons s'informa, Erica Gavin va ser la protagonista de Vixen! perquè el seu bust "més petit" faria que el personatge "fos més relacionat amb les dones"
Va registrar nombroses vegades per dir que Anita Ekberg era la dona més bella que mai va fotografiar i que els seus pits 39DD eren els més grans de la llista A de la història de Hollywood, eclipsant tant a Jayne Mansfield com a Sabrina.Dolly Parton va ser l'única actriu moderna de Hollywood amb la que Meyer va expressar interès a treballar.
Tot i que sovint es referia a les seves actrius com a "junesques" i "amazòniques", probablement això estava més en el seu esperit que en el seu físic real" ja que Meyer rarament rodava amb actrius molt altes o de construcció simètrica amb cames fortes i posteriors grans.
Així, mentre que el públic en general podia percebre fàcilment Jane Russell o Sophia Loren com "material de Russ Meyer", els seus cossos equilibrats no encaixaven amb les preferències estètiques precises de Meyer." I, de fet, Meyer va dir moltes vegades que era la figura de pit més petit de Gina Lollobrigida la que preferia visualment a la seva rival de pit més gran, més alta i de maluc més gran, Sophia Loren. Així, l'obra de Meyer mostra a l'espectador que, tot i que les seves actrius es podrien descriure fàcilment com a voluptuoses, corpulentes i curvilícies, és discutible per a alguns si fossin majestuoses o fins i tot escultures com Meyer va proclamar fàcilment."
L'actriu més alta que Meyer va interpretar mai va ser Lorna Maitland que feia 1,75 metres de maluc prim i pit enorme (de qui va dir que trobava intimidant treballar amb ella). Gairebé totes les altres dones que van treballar amb ell no eren més altes d'1,71 m. L'actuació de Tura Satana com a Varla a Faster, Pussycat! Kill! Kill! va ser l'única representació real de Meyer de l'arquetip amazònic gran, fort i agressiu en el sentit visual clàssic.

## Empoderament femení
L'historiador del cinema i biògraf de Meyer Jimmy McDonough planteja que l'ús per Russ Meyer de personatges femenins aclaparadors físicament i sexualment el situa en el seu propi gènere. Argumenta que, tot i retratar les dones com a objectes sexuals, no obstant això les representa com més poderoses que els homes i, per tant, és una cineasta feminista inadvertit.
En moltes de les pel·lícules de Meyer, les dones finalment derroten els homes i aconsegueixen la satisfacció sexual com a recompensa, per exemple, Super Vixen (Supervixens), Margo Winchester (Up!) i Lavonia Shedd (Beneath the Valley of the Ultra-Vixens). Fins i tot a les dècades de 1950 i 1960, les seves pel·lícules de vegades es centraven en les necessitats d'una dona i la lluita per la seva satisfacció sexual (Lorna, Good Morning and... Goodbye! i Beneath the Valley of the Ultra-Vixens). A més, als personatges femenins de Russ Meyer sovint se'ls permetia expressar ràbia i violència cap als homes (Faster, Pussycat! Kill! Kill! i Supervixens).
No obstant això, en la seva investigació, McDonough també assenyala que els personatges femenins de Meyer eren limitats pel que fa al poder que podien semblar; sovint la protagonista femenina és violada (Up! i Lorna) o brutalment assassinada (Beyond the Valley of the Dolls, Supervixens, Lorna i Blacksnake). Tot i que Russ Meyer podria haver defensat personatges femenins poderosos, també els va obligar a patir situacions violentes i terrorífiques, fent-los demostrar la seva força física i mental contra grans pronòstics. També va assegurar que els pits de les dones fossin almenys semi-exposats durant aquestes proves per efecte còmic o eròtic. A més, segons la col·laboradora freqüent i amant durant molt de temps Kitten Natividad, l'amor de Meyer per les dones dominants es va estendre a la seva vida personal, i gairebé sempre va mantenir relacions tumultuoses.

## Vida personal i familiar
Durant la Segona Guerra Mundial, segons Meyer, va estar en un prostíbul francès amb Ernest Hemingway qui, en descobrir que Meyer era verge, li va oferir la prostituta que escollís. Meyer va triar la que tenia els pits més grans.
Malgrat la seva reputació, Meyer mai va emprar el càsting de sofà durant els anys al cim de la seva carrera, encara que això va canviar durant els seus projectes inacabats posteriors a 1980, i poques vegades va tenir relacions sexuals amb cap de les seves actrius. No va tenir fills, tot i que es rumorejava embarassos infructuosos amb la seva segona dona Edy Williams i l'última núvia seriosa, Melissa Mounds, que també va ser declarada culpable d'haver-lo agredit el 1999. Hi ha un rumor entre els seus amics més propers i almenys un biògraf que va tenir un fill el 1964 amb una amant secreta a qui només es referiria com a "Miss Mattress" o "Janet Buxton".
Meyer va ser molt sincer al llarg de la seva vida sobre ser massa egoista per ser pare o fins i tot una parella o marit afectuós. No obstant això, també es diu que va ser molt generós amb tots els seus amics i coneguts, i mai va aïllar els amics els uns dels altres. Els biògrafs han atribuït la major part de la seva naturalesa brutal i excèntrica al fet que va ser abandonat pel seu pare, un agent de policia d'Oakland, i mimat per la seva mare, Lydia, que es va casar sis vegades. Meyer tenia una germanastra, Lucinda, a qui se li va diagnosticar esquizofrènia paranoide als 20 anys i va estar internada a institucions mentals de l'estat de Califòrnia fins a la seva mort el 1999. La seva família tenia una malaltia mental i era una cosa que temia en secret. Durant tota la seva vida, Russ Meyer sempre va parlar de la seva mare i de la seva germana amb la màxima reverència.
Meyer estava casat amb:
- Betty Valdovinos (nascuda el 1922, divorciats)
- Eve Meyer (13 de desembre de 1928 - 27 de març de 1977, va morir a l'accident aeri de Tenerife)
- Edy Williams (nascuda el 9 de juliol de 1942, divorciada)

Contràriament a alguns relats, Meyer no es va casar mai amb Kitten Natividad, la seva companya de tota la vida i l'estrella de les seves dues últimes pel·lícules.

## Darrers anys

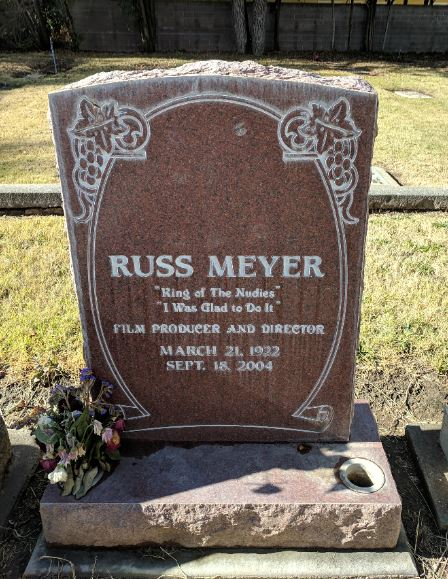
La làpida de Meyer, situada al cementiri rural de Stockton a Stockton, Califòrnia

Meyer posseïa els drets de gairebé totes les seves pel·lícules i va passar la major part de les dècades de 1980 i 1990 fent milions revenent les seves pel·lícules al mercat del vídeo domèstic i DVD. Treballava des de casa seva a Los Angeles i normalment prenia comandes telefòniques en persona. El 1982 es va oferir una retrospectiva important del seu treball al British Film Institute, al que va assistir Meyer. El Festival de Cinema de Chicago va homenatjar el seu treball el 1985, per al qual també va fer una aparició personal, i moltes cases de cinema revival van reservar les seves pel·lícules per a les maratons de pel·lícula de mitjanit.
També va treballar de manera obsessiva durant més d'una dècada en una autobiografia massiva de tres volums, titulada A Clean Breast. Finalment, impresa l'any 2000, inclou nombrosos fragments de ressenyes, detalls intel·ligents de cadascuna de les seves pel·lícules i innombrables fotos i reflexions sobre erotisme.
A partir de mitjans de la dècada de 1990, Meyer va tenir atacs i atacs freqüents de pèrdua de memòria. L'any 2000, se li va diagnosticar malaltia d'Alzheimer, i la seva salut i benestar van ser cuidats per Janice Cowart, la seva secretària i marmesora de béns. Aquell mateix any, sense esposa ni fills per reclamar la seva riquesa, Meyer va voler que la majoria dels seus diners i patrimoni s'enviessin al Memorial Sloan Kettering Cancer Center en honor de la seva difunta mare.
Russ Meyer va morir a casa seva als Hollywood Hills (a causa de complicacions de pneumònia), el 18 de setembre de 2004, a l'edat de 82 anys. La tomba de Meyer es troba al cementiri rural de Stockton al Comtat de San Joaquin (Califòrnia).

## Filmografia
- The French Peep Show (1950, curt)
- The Desperate Women (1954)
- The Immoral Mr. Teas (1959)
- The Naked Camera (1961, curt)
- Erotica (1961, curt)
- Eve and the Handyman (1961)
- Wild Gals of the Naked West (1962)
- Europe in the Raw (1963)
- Heavenly Bodies! (1963, curt)
- Skyscrapers & Brassieres (1963, curt)
- Fanny Hill (1964)
- Lorna (1964)
- Mudhoney (1965)
- Motorpsycho (1965)
- Faster, Pussycat! Kill! Kill! (1965)
- Mondo Topless (1966, mockumentary)
- Common Law Cabin (1967)
- Good Morning and... Goodbye! (1967)
- Finders Keepers, Lovers Weepers! (1968)
- Vixen! (1968)
- Cherry, Harry & Raquel! (1969)
- Beyond the Valley of the Dolls (1970)
- The Seven Minutes (1971)
- Black Snake (1973)
- Supervixens (1975)
- Up! (1976)
- Who Killed Bambi? (1978, inacabada)
- Beneath the Valley of the Ultra-Vixens (1979)
- Pandora Peaks (2001, mockumentary)